# タンパ・レッド
タンパ・レッド（Tampa Red、出生名ハドソン・ウッドブリッジ、後にハドソン・ウィテカーに改名; 1904年1月8日 – 1981年3月19日）は、米国のブルース・ミュージシャンである。
彼の単音で奏でられる特徴的なスライド・ギターのスタイルとソングライティング、ボトルネック奏法のテクニックはビッグ・ビル・ブルーンジー、ロバート・ナイトホーク、エルモア・ジェームスなど、シカゴ・ブルースのミュージシャンたちに影響を与えている。30年以上に及ぶキャリアの中で、彼はポップス、R&B、ホーカムなどの楽曲もレコーディングしている。彼の最も著名なレコーディングとしては「Anna Lou Blues」、「Black Angel Blues」、「Crying Won't Help You」、「It Hurts Me Too」、「Love Her with a Feeling」などがある。

## 来歴

### 幼少期
タンパ・レッドはジョージア州スミスヴィルに生まれた。彼の生年月日については、レッド本人が1900年、1908年など複数の生年を語っていたこともあり、はっきりとしない。彼の死亡証明書に記載された生年月日は1904年1月8日となっている。彼の両親のジョンとエリザベス・ウッドブリッジは、共にレッドがまだ幼い頃に亡くなった。彼はフロリダ州タンパに移住し、叔母と祖母に育てられた。以後彼らの姓ウィテカー (Whittake)を名乗るようになった。彼はタンパ周辺でギターを弾いて活動していた兄のエディーを模倣することでギターの腕を磨いた。レッドはまたピッコロ・ピートと名乗る老齢のストリート・ミュージシャンに影響を受けている。彼はレッドに初めてブルース・ギターを教えた人なのだという。レッドは、この他マ・レイニー、ベッシー・スミス、アイダ・コックスなどの女性ブルース・シンガーたちの初期のレコーディングを聴くことによっても知識を身につけることにつなげている。レッドはマーティン・ウィリアムズとのインタビューで次のように語っている。「あの(1920年の)メイミー・スミスの[クレイジー・ブルース]は一番最初に作られたブルースのレコードのひとつです。私は『音楽のことは知らないけど、あれならプレイできる』そう思いましたよ。」

### キャリア
1925年には、彼は既に自身のスライド・ギターのテクニックを完成させてシカゴに移住。「タンパ・レッド」の芸名を名乗り、ストリート・ミュージシャンとしてのキャリアをスタートさせた。芸名は、幼少期の故郷タンパの地と彼の肌色の浅さに由来している。彼にとって大きなチャンスが訪れたのはマ・レイニーのサポート・ミュージシャンとして雇われたことだった。シカゴでは、彼はジョージア・トムの名で知られたトーマズ・A・ドーシーと出会った。ドーシーはピアニスト、作曲家、編曲家として成功を収めており、マ・レイニーを始めその時代をけん引する女性ブルース・シンガーと演奏、レコーディングの実績があった。ドーシーは、シカゴのパラマウント・レコードのJ・メイヨー・ウィリアムズにレッドを紹介し、彼が1928年、レッドのレコーディング・セッションの手はずを整えたのだった。
レッドの初レコーディングThrough Train Blues」はヒットとはならなかった。というのも、この曲は当時パラマウント最大のスターだったブラインド・レモン・ジェファーソンの「How Long How Long」のB面という扱いだったからであった。全米の話題となったのは彼の2曲目のレコーディング「It’s Tight Like That」であった。当時ポピュラーだったキャッチ・フレーズ「タイト・ライク・ザット(それはきつい=[厳しい]の意とわいせつな意のダブルミーニングと考えられる)」を元に作られたチャーリー・ジョーダンの曲から拝借する形の内容をレッドとジョージア・トムが演奏しているのをメイヨー・ウィリアムズが耳にし、非常に気に入ってすぐにレコーディングすることになったという。。ホーカムとして知られることとなったみだらでユーモアに満ちたスタイルで演奏されたこの曲は、100万枚を売り上げるヒットとなった。人々がこのレコードを買い求めるためにレコード店の外で並んでいた、とレッドは後になって回想している。この曲の作詞・作曲はレッドとトムの名義となり、彼らはこの曲で得られた約4千ドルのロイヤルティを山分けしたという。
タンパ・レッドの初期のレコーディングの大部分はトムとの共同作業で生まれている。彼らは90曲近くをレコーディングした。ときにはホーカム・ボーイズを名乗り、あるいはフランキー・ジャクソンを加えてタンパ・レッドのホーカム・ジャグ・バンド名義のときもあった。1928年から1929年にかけ、レッドとトムは自らのレコードの制作以外でも、マ・レイニー、マデリン・デイヴィス、リル・ジョンソン、そして女性の物まね芸で知られたフランキー”ハープパイント”ジャクソンなどのレコーディングにも参加した。
1928年、レッドはその年発売となった ナショナル製のスチール・ボディーのリゾネーター・ギターを入手。彼は初めてこのギターをプレイした黒人となった。このギターはアンプリフィケーション(音の電気的な増幅)が一般的になる以前の時代では最も音が大きかった。このことにより、彼はブロック・コードではなく、一弦ずつメロディーを弾く彼のトレードマーク的ボトルネック・スタイルを編み出すことが可能となった。彼のこのスタイルは後のブルース、ロックのギター・ソロの先駆的な役割を果たしたのである。
彼が使用したナショナルのギターは、金箔を施したトライコーンで、1990年代に楽器店の店主でギタリストのランディ・クレメンズによってイリノイ州で発見され、後になってシアトルのエクスピリエンス・ミュージック・プロジェクトに売却された。レッドは「黄金のギターを持つ男」として知られ、1930年代に入ると「ギターの魔術師」との触れ込みで売り出されるようになった。1931年、レッドは「Depression Blues」をレコーディング。この曲には時事的な次の歌詞が含まれていた。「私の苦難を伝えられるのなら、それは私の心に安らぎを与えてくれる。しかし不景気にやられてしまった。お願いだ、誰か助けてくれ。」
レッドとトムのパートナーシップは1932年に終わりを告げたが、彼はセッション・ミュージシャンとして引き続き声がかかり続け、サニー・ボーイ・ウィリアムソンI世、メンフィス・ミニー、ビッグ・メイシオなどを始め大勢のアーティストと仕事をしている。彼は1934年にビクター・レコードと契約をし、1953年までの長きに渡り、同社のアーティストに名を連ねた。彼はシカゴ・ファイヴを結成。彼らはセッション・ミュージシャンの集まりで、後にブルーバード・サウンドとして知られることとなる小編成のジャンプ・ブルースやロックンロールのバンドの先駆けとなる音を生み出した。レッドはビッグ・ビル・ブルーンジーとビッグ・メイシオの友人で共演者でもあった。彼は成功を収め、繁栄もした。彼の家はブルース・コミュニティの中心的存在となり、ミシシッピ・デルタ地域からシカゴにやってくるミュージシャンたちに対し、リハーサルの場やブッキング、宿泊場所を提供した。この頃、南部における農業関連の雇用が少なくなり、一方でブルース音楽の商業的可能性が大きくなっていたのである。
1940年代に入ると、レッドはエレクトリック・ギターをプレイするようになった。1942年、「Let Me Play with Your Poodle」がビルボードが新たに作った「ハーレム・ヒット・パレード」(R&Bチャートの前身)で4位を記録した。「When Things Go Wrong with You (It Hurts Me Too)」もR&Bチャートでのヒットとなり、後にエルモア・ジェームスにカバーされた。
1950年代のブルース・リヴァイヴァルの中で、レッドはサン・ハウスやスキップ・ジェイムズと同様に「再発見」された。彼は最後のレコーディングを1960年に行なっている。

### 後年の日々
1953年11月21日、レッドの妻のフランセス・ウィテカーが亡くなった。彼女の死はレッドに大きな衝撃を与え、彼はこれを機にアルコール中毒になってしまった。1974年にブルース専門家のジム・オニールがレッドをシカゴのサウスサイドで見つけ出したとき、彼は女性の友人、81歳のエフィ・トルバートと一緒に暮らしていた。レッドの状況は以前と比べて悪く、エレクトリック・ギターがベッドの下に仕舞われたまま、ナショナルのスチール・ギターは盗まれてしまっていた。(1994年に質屋で発見され、最終的にシアトルのエクスピリエンス・ミュージック・プロジェクトに8万5千ドルで売却された。) 1974年12月10日、トルバートが死去。レッドは精神病の問題を起こした過去があったために彼を家に引き取ることを申し出る友人はいなかった。1975年1月までにレッドはシカゴの州立病院に入院した。
レッドは最後の数年をセントラル療養施設で過ごし、1981年3月19日の朝、朝食の際に心臓発作に見舞われて同施設で亡くなった。ジム・オニールが書いた新聞の訃報によると、彼の葬儀はビッグス＆ビッグス葬儀所で執り行われ、彼はシカゴ郊外のウィロー・スプリングスのマウント・グレンウッド記念庭園に埋葬された。

## ディスコグラフィー
レッドは、彼の活躍した時代において最も多くの作品を残したブルースのアーティストのひとりであった。推定では、彼は335曲をSPレコードで残しており、そのうち251曲は1928年から1942年の間にレコーディングされている。これは同時期にレコーディングしたブルース・アーティストとしては最多である。 レッドのシングルの多くはビルボード誌がブルース(およびその他のいわゆる「人種音楽」)の売り上げ動向を追跡し始める1942年10月より前のリリースで、これらに関しては正確な売り上げの記録は残っていない。しかし1942年から1951年の間に、彼は4枚のシングルをR&Bチャートのトップ10に送り込んでいる。

### シングル盤 (抜粋)
レッドは初期の楽曲の別バージョン(通常はNo. 2、No. 3などとされている)を複数レコーディングしている。楽曲の別バージョンについては、プラス記号で示した。彼はシングルによっては共演者を迎え、ホーカム・ボーイズ、タンパ・レッドのホーカム・ジャグ・バンド、パパ・トゥー・スウィート、その他の名義のクレジットとなっている。
| 年     | タイトル                             | レーベルとレコード番号 | 備考                                                                               |
| ------ | ------------------------------------ | ---------------------- | ---------------------------------------------------------------------------------- |
| 1928年 | 「It's Tight Like That」             | Vocalion 1216+         | ジョージア・トム (トム・ドーシー-piano)との共演                                    |
| 1928年 | 「How Long, How Long Blues」         | Vocalion 1228+         | タンパ・レッドのホーカム・ジャグ・バンド名義                                       |
| 1929年 | 「The Duck's Yas-Yas-Yas」           | Vocalion 1277          | ジョージア・トムとの共演                                                           |
| 1929年 | 「You've Got to Reap What You Sow」  | Vocalion 1404          | スライド・ギターのインストゥルメンタル                                             |
| 1929年 | 「Corrine Corrina」                  | Vocalion 1450+         | with Georgia Tom                                                                   |
| 1930年 | 「The Dirty Dozen #2」               | Vocalion 1538          |                                                                                    |
| 1931年 | 「Things 'Bout Coming My Way」       | Vocalion 1637+         |                                                                                    |
| 1932年 | 「You Can't Get That Stuff No More」 | Vocalion 1706          | with Georgia Tom                                                                   |
| 1934年 | Sugar Mama Blues No. 1」             | Vocalion 2720+         |                                                                                    |
| 1934年 | 「Black Angel Blues」                | Vocalion 2753          |                                                                                    |
| 1934年 | 「Things 'Bout Comin' My Way」       | Vocalion 2774          | 「Things 'Bout Coming My Way」のインストゥルメンタル・リメイク                     |
| 1934年 | 「Denver Blues」                     | Vocalion 2774          | インストゥルメンタル                                                               |
| 1934年 | 「Mean Mistreater Blues」            | Bluebird 5546          |                                                                                    |
| 1938年 | 「Love with a Feeling」              | Bluebird 7822          | with Black Bob Hudson (piano) & unknown bass                                       |
| 1939年 | 「Don't Forget It」                  | Blulebird 8327-B       |                                                                                    |
| 1940年 | 「It Hurts Me Too」                  | Bluebird 8635          | ブラインド・ジョン・デイヴィス (piano), ベースは不明                               |
| 1940年 | 「Anna Lou Blues」                   | Bluebird 8654          | ジョージア・トムとの共演、ベースは不明                                             |
| 1940年 | 「Don't You Lie to Me」              | Bluebird 8654          | ジョージア・トムとの共演、ベースは不明                                             |
| 1942年 | 「Let Me Play with Your Poodle」     | Bluebird 0700          | ビッグ・メイシオ(piano)、クリフォード・ジョーンズ(drums)、ビルボードR&Bチャート4位 |
| 1945年 | 「Detroit Blues」                    | Bluebird 0731          | コンボ(piano, bass, & drums)、R&B 5位                                              |
| 1946年 | 「Crying Won't Help You」            | RCA Victor 20-1988     | コンボ                                                                             |
| 1949年 | 「When Things Go Wrong with You」    | RCA Victor 22-0035     | 「It Hurts Me Too」のリメイク、コンボ、R&B #9                                      |
| 1950年 | 「Love Her with a Feeling」          | RCA Victor 22-0084     | 「Love with a Feeling」のコンボによる再演                                          |
| 1951年 | 「Sweet Little Angel」               | RCA Victor 22-0107     | 「Black Angel Blues」 のコンボによる再演                                           |
| 1951年 | 「Early in the Morning」             | RCA Victor 22-0123     | コンボ                                                                             |
| 1951年 | 「Pretty Baby Blues」                | RCA Victor 22-0136     | コンボ、R&B 7位                                                                    |

彼はビッグ・メイシオ、サニー・ボーイ・ウィリアムソンI世、メンフィス・ミニー、マ・レイニー、ヴィクトリア・スピヴィーのサイドマンとしてもレコーディングでプレイしている。

### アルバム (抜粋)
レッドはシングル盤を多く残したアーティストではあったが、アルバムは2枚しかなく、いずれもキャリアの後期のものである。没後に様々なコンピレーション・アルバムが複数のレコード会社からリリースとなっているが、その多くは内容が重複している。一部のコンピレーションは、彼の個別のスタイルやオリジナルのレコード・レーベルに特化した編集がなされている。
| 年          | タイトル                                                       | レーベル           | 備考                                       |
| ----------- | -------------------------------------------------------------- | ------------------ | ------------------------------------------ |
| 1961年      | 『Don't Tampa with the Blues』                                 | Bluesville         | 1960年録音                                 |
| 1961年      | 『Don't Jive Me』                                              | Bluesville         | 1960年録音                                 |
| 1974年      | 『Bottleneck Guitar 1928–1937』                                | Yazoo              |                                            |
| 1991年–93年 | 『Complete Recorded Works in Chronological Order, vols. 1–15』 | Document           | 1928年–53年録音                            |
| 1993年      | 『Keep Jumping 1944–1952』                                     | Wolf               |                                            |
| 1994年      | 『Tampa Red (1928–1942)』                                      | Story of the Blues |                                            |
| 1994年      | 『The Guitar Wizard』                                          | Columbia/Legacy    | 1928年–34年リリースのOkeh and Vocalion音源 |
| 1994年      | 『It Hurts Me Too – The Essential Recordings』                 | Indigo             | 複数のレーベル音源、1928年–42年            |
| 1997年      | 『The Complete Bluebird Recordings 1934–1936』                 | RCA                |                                            |
| 1997年      | 『The Bluebird Recordings 1936–1938』                          | RCA                |                                            |
| 2001年      | 『The Essential』                                              | Classic Blues      | 1928年–51年録音                            |
| 2002年      | 『Slide Guitar Classics』                                      | P-Vine             |                                            |